# Cathy Moriarty
Cathy Moriarty (New York, 29 november 1960) is een Amerikaans actrice. Zij werd in 1981 genomineerd voor een Oscar, twee Golden Globes ('beste bijrolspeelster' en 'beste nieuwkomer') en een BAFTA Award voor haar bijrol als Vickie La Motta in het biografische sportdrama Raging Bull.
Sinds haar film- én acteerdebuut in Raging Bull speelde Moriarty in ruim dertig films. Daarin merkten de critici haar nooit meer zo op als ten tijde van haar eerste rol.
Moriarty trouwde in 1999 met Joseph Gentile, haar tweede echtgenoot. Sindsdien verschijnt ze ook regelmatig op de aftiteling als 'Moriarty-Gentile'. Samen met Gentile kreeg Moriarty in 2000 tweeling Catherine Patricia en Joseph John en in 2001 dochter Annabella Rose. Ze was eerder van 1981 tot en met 1988 getrouwd met Carmine D Anna'.

## Filmografie
*Exclusief vijf televisiefilms
| - Analyze That (2002) - Lady and the Tramp II: Scamp's Adventure (2001, stem) - Prince of Central Park (2000) - Little Pieces (2000) - Next Stop, Eternity (2000) - But I'm a Cheerleader (1999) - New Waterford Girl (1999) - Crazy in Alabama (1999) - Gloria (1999) - P.U.N.K.S. (1999) - Red Team (1999) - Digging to China (1998) - Hugo Pool (1997) - Cop Land (1997) - Dream with the Fishes (1997) - A Brother's Kiss (1997) - Women Without Implants (1997) | - Foxfire (1996) - Casper (1995) - Forget Paris (1995) - Opposite Corners (1995) - Pontiac Moon (1994) - Me and the Kid (1993) - Another Stakeout (1993) - Matinee (1993) - The Gun in Betty Lou's Handbag (1992) - The Mambo Kings (1992) - Soapdish (1991) - Kindergarten Cop (1990) - Burndown (1990) - White of the Eye (1987) - Neighbors (1981) - Raging Bull (1980) |

## Televisieseries
*Exclusief eenmalige gastrollen
- Hey Arnold! - Tish Wittenberg (1997-1999, drie afleveringen - stem)
- Bless This House - Alice Clayton (1995-1996, zestien afleveringen)

- Bibsys: 98041997
- Biblioteca Nacional de España: XX1363900
- Bibliothèque nationale de France: cb138977144 (data)
- Catàleg d'autoritats de noms i títols de Catalunya: 981058510415706706
- CiNii: DA1632735X
- Gemeinsame Normdatei: 129599174
- International Standard Name Identifier: 0000 0001 2148 9851
- Library of Congress Control Number: no97027801
- Nationale Bibliotheek van Tsjechië: xx0050895
- Nationale Bibliotheek van Israël: 987007386819105171
- Nationale Bibliotheek van Polen: a0000001637202
- Nederlandse Thesaurus van Auteursnamen: 181463709
- SNAC: w6671r85
- Système universitaire de documentation: 06936320X
- Virtual International Authority File: 119948039
- WorldCat: E39PBJhRMb9gGHwx8KwGfpbrv3